# Марцелій Гарасимович
Марцелій Гарасимо́вич (пол. Marceli Harasimowicz; 16 січня 1859, Варшава — 22 травня 1935, Львів) — польський художник. Брат скульптора Петра-Віталіса Гарасимовича.

## Біографія
Народився 16 січня 1859 року у місті Варшаві. 1873 року закінчив Вищу реальну школу у Кракові. Впродовж 1873—1879 років навчався у Краківській художній школі; у 1880–1885 роках — у Віденській (в студії Карла Вюрцингера) та Мюнхенській (в студії Вільгельма Лінденшміта молодшого) академіях мистецтв.
З 1881 року Марцелій Гарасимович регулярно брав участь у виставках Товариства прихильників красних мистецтв у Львові (TPSP) та Кракові. Його твори також виставлялися на виставках Товариства заохочення красних мистецтв у Варшаві, а також у Мюнхені та Відні. Після здобуття мистецької освіти мешкав у Львові та працював під керівництвом Анджея Грабовського. У 1888 році відкрив власну художню жіночу школу (з 1891 року — загальна школа малярства та скульптури). 1891 року Марцелій Гарасимович — стипендіат Товариства прихильників красних мистецтв у Львові (у Кракові з Репрезентацією у Львові); фінансову допомогу Товариство приятелів красного мистецтва у Кракові надало трьом львівським митцям: Марцелію Гарасимовичу, Людомиру Колеру та Антонію Попєлю для участі у Міжнародній мистецький виставці у Берліні.
Протягом 1907—1931 років працював головним хранителем Львівської картинної галереї, співавтор першого каталогу польських колекцій живопису цієї галереї. Марцелій Гарасимович працював над живописними оздобленнями Муніципального театру у Львові, був творцем поліхромії в соборі в Перемишлі та колегіальної церкви в Лолкеві. Працював ілюстратором книг (зокрема «Хурагана» В. Гасьоровського) та львівських журналів («Новий час», «Щутек», «Śmigus»). Займався реставрацією картин. Входив до Літературно-художнього клубу та Асоціації польських художників у Львові.
Помер у Львові 22 травня 1935 року та похований на Личаківському цвинтарі.

## Творчість
Автор пейзажів, портретів, побутових сцен на українську тематику у реалістичному стилі. Серед робіт:
- «Краєвид із Косова» (1881).
- «Здобич круків» (1884).
- «Селянка» (1884).
- «Художник Ф. Ляхнер» (1885).
- «Став з очеретом» (1898).
- «Дротаці» (кінець XIX століття).
- «Болото» (1906).
- «Відлига» (1906).
- панно — «Наука і мистецтво», «Чотири пори року», «Чотири частини світу» у Львівському міському театрі (1900).

|                 |                     |                   |          |                    |
| «Здобич круків» | «Пейзаж із повінню» | «Морський пейзаж» | «Тополі» | «Верин на Дністрі» |

Ілюстрував львівські періодичні видання, виконував декоративні розписи у стилі необароко. 
Роботи зберігаються у Львівській національній галереї мистецтв імені Бориса Возницького.